# Gvarv
Gvarv este o localitate din comuna Sauherad, provincia Telemark, Norvegia, cu o suprafață de 1,13 km² și o populație de 1.039 locuitori (2013).